# Fundusz Pracy
Fundusz Pracy – powstała w 1933 roku w Polsce instytucja, której celem było łagodzenie skutków bezrobocia. W 1935 roku został połączony z Funduszem Pomocy Bezrobotnym. Jego dochody stanowiła składka w wysokości 2% pensji pobieranej od pracowników i pracodawców, z opłat od rent i zaopatrzeń oraz z dodatków do niektórych podatków pośrednich czynszów i biletów. 
Fundusz Pracy został powołany ponownie po zakończeniu II wojny światowej. Głównym jego zadaniem były szkolenia zawodowe. Za czasów PRL-u został zlikwidowany, a jego obowiązki przejął fundusz interwencyjny. Był wówczas dotowany z budżetu, a zadaniem jego było zapewnianie miejsc pracy.
Od 1989 roku funduszowi przywrócono dawną nazwę. Od 1991 pozostaje pod jurysdykcją ministerstwa pracy, ma charakter funduszu celowego. Jego budżet stanowią składki obowiązkowe płacone przez pracodawców oraz osoby nieprowadzące działalności  rolniczej, dotacji oraz dochodów prowadzonej przez niego działalności gospodarczej, oprocentowania depozytów i udziału w spółkach. Środki te są rozdysponowywane przez urzędy pracy w formie zasiłków dla bezrobotnych, prac interwencyjnych, robót publicznych, szkolenie i przekwalifikowywanie bezrobotnych, rozwój poradnictwa zawodowego oraz na rozwój systemów informatycznych i badania rynku pracy.